# Mirosław Bednarek
Mirosław Bednarek (ur. 12 listopada 1959 w Chorzowie, zm. 25 marca 2016 w Opolu) – polski aktor i reżyser teatralny.

## Kariera
W latach 1980–1984 był chórzystą w Teatrze Muzycznym im. Danuty Baduszkowej w Gdyni, na deskach którego w 1983 zadebiutował w roli dramatycznej w przedstawieniu Andrzeja Strzeleckiego Clowni. W 1984 ukończył Państwowe Policealne Studium Wokalno–Aktorskie im. Danuty Baduszkowej przy gdyńskim teatrze. W latach 1985–1992 występował we Wrocławskim Teatrze Współczesnym. Od 1994 związał się z Teatrem Dramatycznym im. Jana Kochanowskiego w Opolu, gdzie wystąpił m.in. w spektaklach: Mai Kleczewskiej – Makbet (2004) jako Macduff i Dziady (2011), komedii Nieśmiały na dworze Tirsa de Moliny (2007) w reż. Krzysztofa Rekowskiego jako Vasco, Chór sportowy Elfriede Jelinek (2008) w reż. Krzysztofa Garbaczewskiego jako 3, Aktorzy prowincjonalni (2008) Agnieszki Holland w roli Marka oraz Opera gospodarcza dla ładnych pań i zamożnych panów (2008) Pawła Demirskiego w reż. Moniki Strzępki jako pan Peachum.
Podczas swej kariery stworzył ok. 80 kreacji teatralnych. Jednym z jego największych osiągnięć aktorskich była rola Krappa w Ostatniej taśmie Krappa Becketta (2011), przejmującym studium przemijania. W 2013 publiczność bardzo polubiła Gąskę Nikołaja Kolady, w której nie tylko grał postać Fiodora, ale też był jej reżyserem.
Okazjonalnie grywał również na deskach Teatru Muzycznego we Wrocławiu (1991) i Teatru Dramatycznego w Legnicy (1993). Pracował również z młodzieżą w ramach projektu Teatrownia i w Teatrze Eko Studio w Opolu. Współpracował z Radiem Opole.
Zmarł 25 marca 2016 po ciężkiej chorobie w wieku 56 lat.

## Nagrody i wyróżnienia
W 1995 otrzymał wyróżnienie na XX Opolskich Konfrontacjach Teatralnych za rolę Sielskiego w sztuce Tadeusza Rittnera W małym domku w Teatrze im. Jana Kochanowskiego w Opolu.
W 2004 odebrał „Złotą Maskę” za role: Antka w Chłopach wg Reymonta w reż. Andrzeja Czernika w Teatrze Eko Studio w Opolu oraz Rzecznickiego w Niepoprawnych wg Słowackiego w reż. Bartosza Zaczykiewicza i Bobczyńskiego w Formacie Rewizor wg Gogola w reż. Marka Fiedora w opolskim Teatrze im. Kochanowskiego.
W 2007 zdobył nagrodę aktorską na XXXII Opolskich Konfrontacjach Teatralnych „Klasyka Polska” za rolę Sforki w spektaklu 30 sekund Juliusza Słowackiego w reż. Bogny Podbielskiej w Teatrze im. Jana Kochanowskiego w Opolu.
W 2010 został uhonorowany odznaką za zasługi dla miasta Opola.

## Filmografia – seriale
- Świat według Kiepskich (1999, odc. 15),
- Święta wojna (2003, odc. 167)
- Fala zbrodni (2004–2005, odc. 8 i 42)
- Pierwsza miłość
- Biuro kryminalne (2007, odc. 53)
- Głęboka woda (2013, sezon 2, odc. 4)